# Quartet per a flauta núm. 4 (Mozart)
El Quartet per a flauta núm. 4 en la major, K. 298, és l'últim quartet per a flauta de Wolfgang Amadeus Mozart. A diferència dels anteriors quartets –els dos escrits per al flautista aficionat Ferdinand de Jean i el tercer que es desconeixen dades sobre l'encàrrec–, aquesta composició sembla estar escrita com a entreteniment en lloc de com a encàrrec. No se sap quan fou compost però, segons el musicòleg Alan Tyson, no va ser durant els anys de 1777-1778 com es pensava inicialment, sinó probablement a Viena el 1786-1787.
L'obra consta de tres moviments:
1. Anadante (tema amb variacions)
2. Menuetto, en re major i compàs de 3/4.
3. Rondeau: [Allegretto grazioso], en compàs de 2/4.

És una obra que pretén ser molt agradable i elegant. El tercer moviment destaca per la sorprenent indicació que Mozart fa del tempo, que està plena d'humor i de petits detalls: «Rondieaoux: Allegretto grazioso, ma non troppo presto, però non troppo adagio. Così-così—con molto garbo ed espressione».
La seva interpretació sol durar uns onze minuts aproximadament.